# Economia dels Emirats Àrabs Units

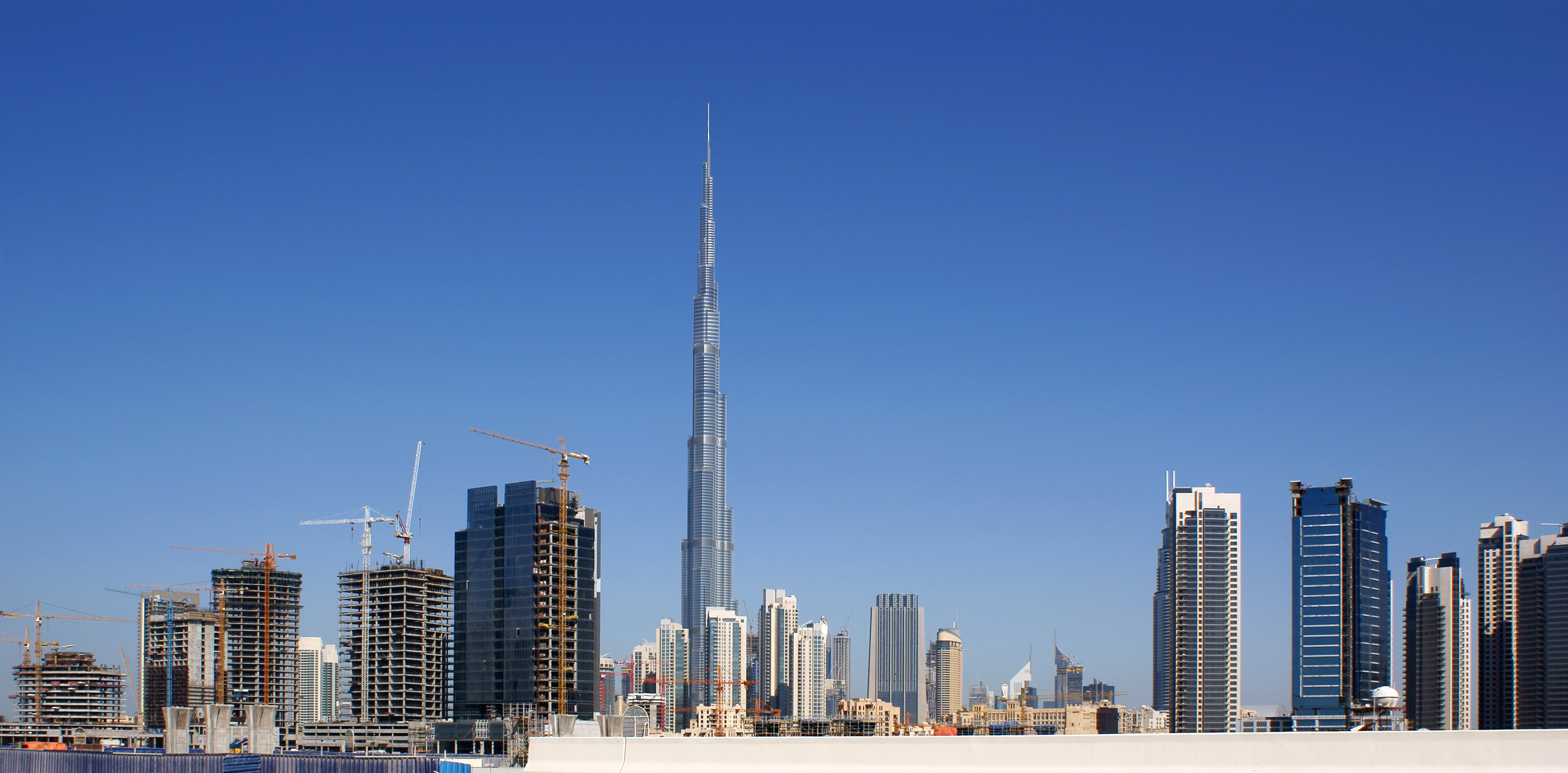
Edificis en Dubai.

Els Emirats Àrabs Units tenen una economia oberta amb alta renda per capita i un elevat superàvit comercial. És la segona més gran economia del món àrab, després de l'Aràbia Saudita.
El territori dels Emirats és íntegrament desèrtic. Per això, a mitjan segle xx el conjunt dels Emirats constituïa una de les regions més pobres del planeta. Les activitats econòmiques tradicionals del país són la reculli de dàtils, de perles, la creació de camells i la pesca. Des que van ser descobertes els primers jaciments de petroli fa més de 30 anys, el país va passar per a un estat modern amb alt padró de vida. El govern fa inversions per crear ocupacions i expandir la infraestructura, per augmentar l'actuació del sector privat.
Des dels anys 1970 l'exploració d'importants reserves de petroli i gas natural en Abu Dhabi i Dubai són les activitats més importants. Els quantiosos ingressos derivats del petroli han contribuït a elevar el nivell de vida de la població i han dotat al país d'infraestructures de primer ordre. Així i tot, esforços ben succeïts en el sentit de diversificar l'economia van reduir la participació del petroli i del gas natural en el Producte interior brut a només 25%.
A l'abril de 2004 el govern dels Emirats va signar un acord amb el govern dels Estats Units amb la finalitat de crear un acord de lliure comerç. Les zones de lliure comerç del país - que permeten 100% d'inversió estrangera i ofereixen 0% d'impostos - atreuen considerables inversions.
La crisi financera global, la retracció de crèdit internacional, i la caiguda dels preus d'actius van reduir l'activitat econòmica el 2009. Les autoritats dels Emirats van intentar controlar la crisi augmentant les despeses públiques i augmentant la liquiditat en el sector bancari. La crisi va copejar l'Emirat de Dubai amb més força, amb la retracció dels preus de béns immobles. Dubai va mancar d'efectiu suficient per pagar les seves obligacions de deutes, deixant una preocupació global sobre la seva solvència. El Banc Central dels EAU i els bancs basats a Abu Dhabi van comprar la part més gran dels deutes. El desembre de 2009 Dubai va rebre de l'emirat d'Abu Dhabi un préstec de 10 mil milions de dòlars addicionals.
La dependència del petroli, un gran nombre d'expatriats i pressions d'inflació creixents són significatius desafiaments a llarg termini. El pla estratègic dels EAU durant els propers anys es concentra a diversificar l'economia i crear més oportunitats per als seus ciutadans, a través de la millora de l'educació i augment de l'oferta d'ocupació en el sector privat.